# Phyllogomphoides brunneus
Phyllogomphoides brunneus – gatunek ważki z rodziny gadziogłówkowatych (Gomphidae). Występuje na terenie Ameryki Południowej.